# Anna di Brandeburgo
Anna di Brandeburgo (1º gennaio 1507 – Lübz, 19 giugno 1567) fu una principessa del Brandeburgo e duchessa consorte di Meclemburgo-Güstrow.

## Biografia
Era la prima figlia del principe elettore Gioacchino I di Brandeburgo (1484–1535) e di sua moglie Elisabetta (1485–1555), figlia del re Giovanni di Danimarca
Il 17 gennaio 1524 sposò, a Berlino, il duca Alberto VII di Meclemburgo-Güstrow (1486–1547).
Anna portò in dote 20 000 fiorini, ricevendo quale controdote le città di Lübz e di Crivitz, con le relative amministrazioni e pertinenze.
Anna venne descritta come una donna amareggiata ed infelice. Si convertì dapprima al Luteranesimo, per poi passare nuovamente al Cattolicesimo della sua infanzia. Come madre, non sviluppò alcun legame con i suoi primi figli, dando invece tutto il suo affetto ai due figli più giovani.
Dopo la morte del marito, Anna visse sulla Eldenburg nella sua residenza vedovile di Lübz, che fu l'unica parte del paese a non essere sottoposta alla Riforma luterana. Nel 1559 tuttavia anche qui, nonostante la religione della madre, tutti i preti e monaci cattolici vennero cacciati da suo figlio, il duca Giovanni Alberto.
Anna è sepolta nella cattedrale di Schwerin.

## Figli
Dal matrimonio con Alberto nacquero 10 figli:
- Magnus (nato e morto nel 1524);
- Giovanni Alberto (1525-1576);
- Ulrico (1527-1603), duca di Meclemburgo-Güstrow;
- Giorgio (1528-1555);
- Anna (1533-1602), sposò Gottardo Kettler;
- Ludovico (nato e morto nel 1535);
- Giovanni (nato e morto nel 1536);
- Cristoforo (1537-1592);
- Carlo (1540-1610).

## Ascendenza
|                             |                          |                                 | Genitori                          |  |  | Nonni |  |  | Bisnonni                   |  |  | Trisnonni                 |  |
|                             |                          |                                 |                                   |  |  |       |  |  | Alberto III di Brandeburgo |  |  | Federico I di Brandeburgo |  |
|                             |                          |                                 |                                   |  |  |       |  |  | Alberto III di Brandeburgo |  |  | Federico I di Brandeburgo |  |
|                             |                          | Elisabetta di Baviera-Landshut  |                                   |  |  |       |  |  | Alberto III di Brandeburgo |  |  |                           |  |
| Giovanni I di Brandeburgo   |                          |                                 |                                   |  |  |       |  |  | Alberto III di Brandeburgo |  |  |                           |  |
|                             |                          | Margherita di Baden             | Giacomo I di Baden                |  |  |       |  |  |                            |  |  |                           |  |
|                             |                          | Margherita di Baden             | Giacomo I di Baden                |  |  |       |  |  |                            |  |  |                           |  |
|                             |                          | Margherita di Baden             | Caterina di Lorena                |  |  |       |  |  |                            |  |  |                           |  |
| Gioacchino I di Brandeburgo |                          | Margherita di Baden             |                                   |  |  |       |  |  |                            |  |  |                           |  |
|                             |                          | Guglielmo III di Sassonia       | Federico I di Sassonia            |  |  |       |  |  |                            |  |  |                           |  |
|                             |                          | Guglielmo III di Sassonia       | Federico I di Sassonia            |  |  |       |  |  |                            |  |  |                           |  |
|                             |                          | Guglielmo III di Sassonia       | Caterina di Braunschweig-Lüneburg |  |  |       |  |  |                            |  |  |                           |  |
| Margherita di Sassonia      |                          | Guglielmo III di Sassonia       |                                   |  |  |       |  |  |                            |  |  |                           |  |
|                             |                          | Anna d'Asburgo                  | Alberto II d'Asburgo              |  |  |       |  |  |                            |  |  |                           |  |
|                             |                          | Anna d'Asburgo                  | Alberto II d'Asburgo              |  |  |       |  |  |                            |  |  |                           |  |
|                             |                          | Anna d'Asburgo                  | Elisabetta di Lussemburgo         |  |  |       |  |  |                            |  |  |                           |  |
| Anna di Brandeburgo         |                          | Anna d'Asburgo                  |                                   |  |  |       |  |  |                            |  |  |                           |  |
|                             | Cristiano I di Danimarca | Dietrich di Oldenburg           |                                   |  |  |       |  |  |                            |  |  |                           |  |
|                             | Cristiano I di Danimarca | Dietrich di Oldenburg           |                                   |  |  |       |  |  |                            |  |  |                           |  |
|                             | Cristiano I di Danimarca | Edvige di Schauenburg           |                                   |  |  |       |  |  |                            |  |  |                           |  |
| Giovanni di Danimarca       | Cristiano I di Danimarca |                                 |                                   |  |  |       |  |  |                            |  |  |                           |  |
|                             |                          | Dorotea di Brandeburgo-Kulmbach | Giovanni di Brandeburgo-Kulmbach  |  |  |       |  |  |                            |  |  |                           |  |
|                             |                          | Dorotea di Brandeburgo-Kulmbach | Giovanni di Brandeburgo-Kulmbach  |  |  |       |  |  |                            |  |  |                           |  |
|                             |                          | Dorotea di Brandeburgo-Kulmbach | Barbara di Sassonia-Wittenberg    |  |  |       |  |  |                            |  |  |                           |  |
| Elisabetta di Danimarca     |                          | Dorotea di Brandeburgo-Kulmbach |                                   |  |  |       |  |  |                            |  |  |                           |  |
|                             |                          | Ernesto di Sassonia             | Federico II di Sassonia           |  |  |       |  |  |                            |  |  |                           |  |
|                             |                          | Ernesto di Sassonia             | Federico II di Sassonia           |  |  |       |  |  |                            |  |  |                           |  |
|                             |                          | Ernesto di Sassonia             | Margherita d'Austria              |  |  |       |  |  |                            |  |  |                           |  |
| Cristina di Sassonia        |                          | Ernesto di Sassonia             |                                   |  |  |       |  |  |                            |  |  |                           |  |
|                             |                          | Elisabetta di Baviera           | Alberto III di Baviera            |  |  |       |  |  |                            |  |  |                           |  |
|                             |                          | Elisabetta di Baviera           | Alberto III di Baviera            |  |  |       |  |  |                            |  |  |                           |  |
|                             |                          | Elisabetta di Baviera           | Anna di Braunschweig-Grubenhagen  |  |  |       |  |  |                            |  |  |                           |  |
|                             |                          | Elisabetta di Baviera           |                                   |  |  |       |  |  |                            |  |  |                           |  |